# Michael Hirsch (Komponist)

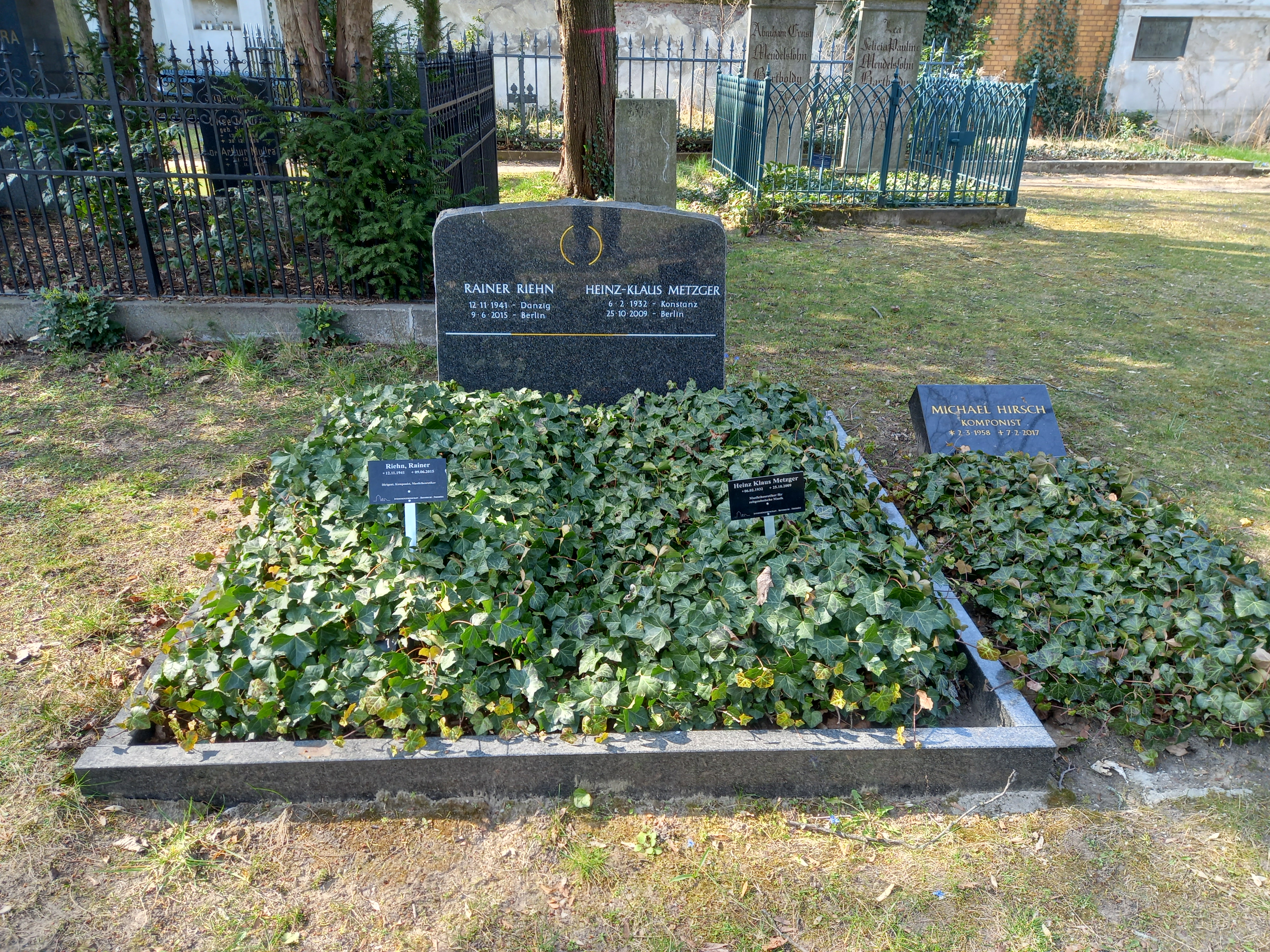
Das Grab von Michael Hirsch (ganz rechts) auf dem Friedhof I der Dreifaltigkeitsgemeinde in Berlin

Michael Hirsch (* 2. März 1958 in München; † 6. Februar 2017 in Berlin) war ein deutscher Komponist und Schauspieler.

## Leben
Michael Hirsch war seit 1976 als Komponist tätig. Zunächst als Autodidakt schulte er seine kompositorische Arbeit bei Josef Anton Riedl und Dieter Schnebel sowie als Schauspieler und Sprecher im Freyer Ensemble und bei den „Maulwerkern“.
Sein kompositorisches Œuvre umfasst neben Instrumentalmusik, Musiktheater und Oper verschiedene grenzüberschreitende Mischformen mit Elementen von Sprachkomposition und Hörspiel. Seine Kompositionen wurden auf den Donaueschinger Musiktagen, den Wittener Tagen für neue Kammermusik, der Musica Viva (München) des Bayerischen Rundfunks, dem XIII Cigle de música del segle XX, Barcelona, den Dresdner Tagen der zeitgenössischen Musik, dem  Ultraschall Festival Berlin, der MaerzMusik Berlin und anderen aufgeführt. Michael Hirsch wurde mit dem Kompositionsstipendium der Stadt München 1986, dem Elisabeth-Schneider-Preis für Komposition 2001, dem Busoni-Kompositionspreis 2005 sowie dem 2. Preis des Kompositionswettbewerbes des Landes Mecklenburg-Vorpommern 2007 ausgezeichnet. 2008 wurde Michael Hirsch für den deutschen Musikautorenpreis in der Kategorie „Musiktheater“ nominiert und erhielt ein Aufenthaltsstipendium für die Villa Serpentara in Olevano Romano.

## Kompositorisches Schaffen
In Michael Hirschs musikalischen Arbeiten bildet das „dramaturgische“ bzw. „performative“ Moment eine Konstante, die sich in unterschiedlichen Ausprägungen in fast allen seiner Kompositionen findet. „Ich würde den in der musikalischen Terminologie ja noch recht jungen Begriff ‚performativ‘ so definieren“, schrieb Hirsch, „dass er die Präsenz von vordergründig außermusikalisch-aktionistischen Elementen bezeichnet, die in ein Musikwerk szenisch-inszenatorische Momente einbringen. Mein seit meiner Kindheit bestehender Hang zur Oper ist sicherlich der Grund für eine starke Beschäftigung mit dem Musiktheater. Aber während sich im Musiktheater das Element des ‚Performativen’ von selbst versteht, ist auch in einigen meiner Stücke, die nicht vordergründig dem Musiktheater angehören, die Tendenz zu musikalisch-szenischen Mischformen vorhanden. Einige Stücke haben einen ausgesprochenen Performance-Charakter, die meisten aber sind Kammermusik mit gelegentlichen performativen Irritationen, oder einer quasi-szenischen Grundkonstellation.“
Wichtigste Arbeitsschwerpunkte der letzten Lebensjahre von Michael Hirsch waren Kompositionen für Oper und Musiktheater. Im Mai 2000 wurde seine abendfüllende Oper Das stille Zimmer als Auftragswerk des Theaters Bielefeld uraufgeführt. 2003/4 entstand für die Dresdner Tage der zeitgenössischen Musik die Kurzoper La Didone abbandonata. 2005 wurden das Musiktheater Schatten im Auftrag der „Musica Viva“ München sowie die Kammeroper Eines schönen Tages im Auftrag der Staatsoper Hannover uraufgeführt. 2007 komponierte er für die Staatsoper in Stuttgart die U-Bahn-Oper Stationendrama. Vor allem aber beschäftigte sich Michael Hirsch seit 2005 mit einem abendfüllenden Opernprojekt über Celestina aus Fernando de Rojas’ Lesedrama La tragicomedia de Calisto y Melibea aus dem Jahr 1499. Als Vorstudien hatte er die Kammeropern Die Klage des Pleberio (UA Berlin 2005), Celestina im Gespräch mit sich selbst (UA Dresden 2006) und Tragicomedia (UA Stuttgart 2009) geschrieben.

## Werkliste (Auswahl)

### Solowerke
- Lieder nach Texten aus dem täglichen Leben für Sprecher (1992-5)
- Improvisation für Celesta (1993) für Celesta
- Bastard für Klavier (1997)
- Monolog für Piccolo-Flöte (2000)
- Monolog für Klavier (2001)
- Improvisation für große Trommel (aus: Das Konvolut, Vol. 1) für große Trommel, Zuspielungen (2001)
- Opera (aus: Das Konvolut, Vol. 1) für Stimme, Zuspielungen (2001)
- Bastard II (La Didone) für Klavier (2004)
- Porträt Splitter für Sprecher, Zuspielungen (2009/11)
- An Wasserflüssen Babylon (2015) für Orgel

### Kammermusik
- Das Konvolut, Vol. 4 für variable Besetzung: Schlagzeuger, Geräuschemacher, Zuspielungen (1990/97/99, rev. 2009)
- Zu 14 Händen für 7 Pianisten an einem Klavier (1995)
- Mouvement à 5 für Klavier, Harfe oder Gitarre, Glockenspiel, Geräuschemacher, Zuspielungen (1995)
- Hirngespinste für Akkordeon und Sprecher (1996)
- Kopfecke/Wunderhöhle für 3 Sprecher, 1 Geräuschemacher, Klavier, 1 Schlagzeuger, 3 Kassettenrecorder, Zuspielungen (1996)
- Passagen/Szenen für Flöte, Klarinette, Klavier, Violine, Viola, Violoncello (1997)
- Septembersommer für Singstimme, Klavier (1997)
- Dialog für 2 Sprecher, Klänge, Objekte (1997)
- Le carnet d'esquisse (Version für Quartett) für Klarinette, Klavier, Cello, Schlagzeug (1997-8)
- Le carnet d'esquisse (Version für Sextett) für Klarinette, Klavier, Cello, Schlagzeug, Piccoloflöte, Violine (1997-8)
- … Kleinigkeit etwas mehr Meer … für 2 Sprecher, 2 Schlagzeuger, Posaune, Tuba, Akkordeon, Zuspielungen (8-Kanal) (1998-9)
- Winterkampagne für Tenor, Klavier, Zuspielungen (1999)
- Trio 1 für Klarinette, Violine und Violoncello (1999)
- Duo für 2 Spieler, Tonband, Zuspielungen (2000)
- anlaufen aufschwingen abstürzen für 5 E-Gitarren (2000)
- 21 Stücke (aus 'Das Konvolut, Vol. 1') für Piccoloflöte, Es-Klarinette (2001)
- Trio 2 für Flöte, Klavier und Schlagzeug (2001)
- Das Konvolut, Vol. 1 für Sängerin, Piccolo-Flöte, Klarinette, Tuba, Große Trommel, Streichtrio und 3 Zuspiel-CDs (2001)
- Eine Handvoll Skizzen für 4 Klarinetten (2002)
- Studie für 5 Darsteller, Zuspielungen (2002)
- 2. Studie (aus 'Das Konvolut, Vol. 2')  für 2 Darsteller, Flöte, Violine, 2 Schlagzeuger, Zuspielungen (2002)
- Notizen am Rande für Streichquartett, Saxophonquartett (2004)
- Symposion für Bassklarinette, Akkordeon, Violine, Violoncello, Klavier, Posaune, Tuba, Schlagzeug, Zuspielungen (2005)
- Spuren einer Oper für Klarinette, Akkordeon, Celesta, Violoncello, Zuspielungen (2005)
- Quartett (aus 'Symposion') für Bassklarinette, Akkordeon, Violine, Violoncello (2005)
- Rezitativ und Arie für 2 Theremine, Violine, Violoncello, Klavier, Schlagzeug (2005)
- Casino für 3 Gruppen von Spielern, Zuspielungen (2005)
- Symposion, kleine Fassung für Bassklarinette, Akkordeon, Violine, Violoncello, Klavier, Zuspielungen (2005)
- Prosa für Klavier und Akkordeon (2006)
- Spiel für 4 Spieler, Zuspielungen (2006)
- mit einem gewissen Pathos für Akkordeon, Klavier und 2 Theremine (2007)
- Würgeengel-Fragment für Zuspielungen, Oboe, Viola, Horn (2007)
- aufgestaut, angespannt, abgebrüht für Flöte, Marimbaphon und Klavier (2008)
- Streichquartett (2008)
- Diskant für Piccoloflöte, Es-Klarinette, Klavier und Glockenspiel (2009)
- Bunuel für Streichtrio, Zuspielung (2009)
- Masken für Schlagzeug, Violine, Viola, Violoncello (2010)
- 1. Studie (aus: Das Konvolut, Vol. 2) für musique concrète, begleitet von Flöte, Violine, Klavier (2011)
- 2. Streichquartett (aus: Triptychon) (2012)
- Einige Versuche mit der Wirklichkeit für 2 Akkordeons, 2 Darsteller, Zuspielungen und Straßenbahn (2013)
- Trio 3 für Flöte, Singstimme, Klarinette (2014)
- parlando für Violine, Klarinette, Violoncello, Klavier (2015)

### Ensemble- und Orchestermusik
- Odradek. Ein Roman für Ensemble für Altsaxophon, Trompete, Posaune, Flöte, Schlagzeug, Klarinette, 2 Violinen, Viola, Violoncello, Kontrafagott, Tuba, Kontrabass (1994-8)
- Chronik in Augenblicken für Ensemble (2001)
- Das Konvolut, Vol. 2 für 1 Sängerin, 1 Sänger, 1 Sprecherin, 2 Sprecher, Flöte, Violine, Klavier, 2 Schlagzeuger, Zuspielungen (2002/2011)
- Fünfzig Gestalten Episoden Splitter für Variable Besetzung (5–50 Instrumentalisten, 2–5 Sprecher), Zuspielungen (2003)
- Das Konvolut, Vol. 3 für Mezzosopran, Bariton, Sprecherin, 2 Sprecher, Piccoloflöte, Klarinette, Posaune, Akkordeon, 2 Violinen, Viola, Violoncello, 2 Schlagzeuger (Xylophone), Zuspielungen (2003/2011)
- Worte Steine für Bariton, Chor und Orchester (2007-9)
- Rezitativ und Arie für Claves und 12 Streicher (2010)
- … irgendwie eine Art Erzählung … für Orchester (2011)
- Triptychon für Sängerin, Streichquartett, variables (Rock-)Ensemble und Zuspielungen (2012)

### Musiktheater
- Das stille Zimmer. Oper nach Texten von Ernst Herbeck (1998/9)
- La Didone abbandonata. Kurzoper nach Pietro Metastasios Didone abbandonata für 2 Sänger und Ensemble (2004)
- Eines schönen Tages. Hotel-Oper in 13 Szenen (2005)
- Die Klage des Pleberio. Kurzoper nach Fernando de Rojas für Bariton und Ensemble (2005)
- Celestina im Gespräch mit sich selbst. Kurzoper nach Fernando de Rojas für Tenor und Ensemble (2006)
- Stationendrama. U-Bahn-Oper für 3 Solisten, 1 Schauspieler, Statisterie und Kleines Ensemble (2007)
- Tragicomedia. Kurzoper nach Fernando de Rojas für Sechs Stimmen (2008)
- Dido. Musiktheater in zwei Teilen mit Musik von Michael Hirsch und Henry Purcell (2016)

### Vokalmusik
- 5 Porträts (aus 'Schatten') für 2 weibliche und 2 männliche Vokalisten/Darsteller, Schlagzeug, Zuspielungen (2005)
- Tragicomedia für sechs Stimmen (2008/9)
- Porträt Splitter für Sprecher, Zuspielungen (2009/11)
- De rerum natura für Sprecher, Zuspielung (2014)
- De rerum natura II für Vokalquartett (SATB), Zuspielungen (2016)
- Der Traum ist ein Papier – Ein Hörspiel mit Texten von Ernst Herbeck für Sopran, Violoncello, Zuspielungen (2016)

## CDs
- Portrait-CD „Michael Hirsch: La Didone abbandonata / 5. Studie (aus: Das Konvolut, Vol. 2) / Streichquartett / Umbau 2 (aus: Das Konvolut, Vol. 3) / Tragicomedia“ WERGO 2012 (WER 67522)
- Hirngespinste. Auf „Edition Musik in Deutschland 1950–2000: Jenseits des Gesangs“ (RCA Red Seal)
- Rezitativ und Arie. Auf „touch! Don’t touch! – music for theremin“ (WERGO, WER 6679 2)
- Passagen/Szenen. Auf: 11. und 12. Dresdner Tage der zeitgenössischen Musik 1997/98 – Dokumentations-CD (Sächsische Tonträger, LC 09930)